# Ficus dugandii
Ficus dugandii là một loài thực vật có hoa trong họ Moraceae. Loài này được Standl. mô tả khoa học đầu tiên năm 1932.